# Port-à-Piment
Port-à-Piment, in creolo haitiano Pòtapiman disid, è un comune di Haiti facente parte dell'arrondissement di Les Côteaux nel dipartimento del Sud.